# Impression V (Parc)
Impression V (Parc) est une œuvre réalisée par Vassily Kandinsky en 1911.

## Sujet
Le sujet est une scène dans un parc avec deux cavaliers dans un style abstrait et donc non figuratif. Quelques formes sont perceptibles comme un arbre sur la droite[réf. nécessaire], la silhouette stylisée des chevaux et cavaliers, une ligne horizontale marquant le sol et deux personnages sur un banc[réf. à confirmer].
Le sujet — des cavaliers — n'est pas sans rappeler Le Cavalier bleu (en allemand : Der Blaue Reiter)[réf. nécessaire], un groupe d'artistes d'inspiration expressionniste qui s'est formé à Munich et dont Kandinsky est l'un des cofondateurs.
Le tableau, comme sa série, pourrait faire allusion à l'Englischer Garten de Munich[réf. à confirmer].

## Histoire
Le tableau fait partie d'« Impression », une série de six œuvres peintes en 1911, référence à la musique comme les autres séries « improvisation » et « composition ». Impression V (Parc) a fait l'objet d'un dessin préparatoire.
En 1911, l'œuvre est présente au Salon des indépendants.

## Conservation et acquisition
L'œuvre est conservée au musée national d'Art moderne du centre Georges-Pompidou à Paris à la suite d'une donation de Nina Kandinsky — l'épouse du peintre — en 1976. Le premier acquéreur du tableau fut Lothar Schreyer, rédacteur du périodique Der Sturm. Nina Kandinsky racheta l'œuvre ultérieurement.